# Regimentsabzeichen
Die Regimentsabzeichen (eng. Regimental Badges, poln. Odznaki pułkowe, russ. Polkowyje nagrudnyje znaki, Полковые нагрудные знаки) waren ordensähnliche Steckkreuze, die von den Offizieren der russischen Armee bis 1917 und der polnischen Armee der 2. Republik (1918–1939) auf der linken Brust zur Uniform getragen wurden.
In beiden Ländern zerfallen sie in folgende Abteilungen:
Akademieabzeichen, die von Absolventen der verschiedenen Kriegsakademien getragen werden durften;
Regimentsabzeichen, die man vom Regimentskommandeur für gute Leistungen verliehen bekam.

## Russische Regimentsabzeichen
In Russland wurde das erste Regimentsabzeichen 1712 von Peter I. geschaffen, der auch verschiedene Regimenter nach russischen Städten und Landschaften benannte und ihnen entsprechende Wappen verlieh. Am 8. März 1730 wurden die Wappen aller Regimente vom Senat bestätigt. Sie figurierten auf allen Fahnen, Siegeln, Mützenblechen und erschienen bald auf den Bruststeckkreuzen der Offiziere. Während der Regierung Paul I. verschwand der Brauch und kehrte erst um 1850 in der Form der Jetons oder Berlocken zurück, kleinen, oft entzückend gearbeiteten Abzeichen, die mit einem Kettchen an einem Uniformknopf befestigt wurden.
Erst Anfang des 20. Jahrhunderts nahm das Regimentsabzeichen endgültig die Form des Symbols einer militärischen Einheit oder einer Kriegsakademie an. Sein Gebrauch und Trageweise wurden streng durch kaiserliche Verordnungen geregelt.
Die Abzeichen für Offiziere waren aus Edelmetallen angefertigt und emailliert, die für Unteroffiziere und (selten) Mannschaften waren aus Kupfer und unemailliert. Die größte Gruppe unter ihnen sind Steckkreuze mit Schrauben oder Nadeln, es gab aber auch viele Abzeichen, die die Form des Zarenadlers oder der Namenschiffre eines Zaren hatten. Die verschiedensten Symbole und Jahreszahlen, die auf ihnen erscheinen, knüpfen immer an die Regimentsgeschichte und -traditionspflege an. Es gab etwa 500 Regiments- und Schulenabzeichen.

## Polnische Regimentsabzeichen
In Polen begannen die ersten Regimentsabzeichen schon während des Polnisch-Sowjetischen Kriegs (1919–1921) zu entstehen. Unter ihnen befinden sich auch Frontabzeichen für Kämpfer an verschiedenen Fronten dieses Krieges, die später nicht mehr getragen wurden. Wie in Russland gab es emaillierte Abzeichen aus Edelmetall für Offiziere und aus Kupferlegierung für Unteroffiziere und Mannschaften, einige Regimenter hatten jedoch dasselbe schlichte Metallabzeichen für alle ihre Angehörige. Wie in Russland knüpfen die Symbole auf ihnen an die Regimentsgeschichte und die Schlachten, an denen das Regiment teilnahm, an, aber auch an die Namen der Könige, wie Bolesław I. oder Johann III. Sobieski, oder berühmter polnischer Generäle wie Josef Anton Poniatowski, die das Regiment trug, oder Symbole der Folklore der Regionen, wo das Regiment stationiert war (so erscheint beispielsweise das Hakenkreuz oder Edelweiß auf Abzeichen der Gebirgsjäger und auf dem Abzeichen des 21. Feldartillerieregiments, die alle ihre Standorte im Vorland des Tatra-Gebirges hatten). Die meisten der polnischen Regimentsabzeichen sind Steckkreuze mit Schraube und Mutter, die auf der linken Brusttasche 4 cm unterhalb des Knopfes getragen wurden. Es gab insgesamt etwa 131 Regimentsabzeichen. Dazu kommen obengenannte Frontabzeichen und Verbandsabzeichen der weißrussischen und ukrainischen Truppen, die zusammen mit den Polen gegen die Bolschewiki kämpften, z. B. der Truppen des Ataman Symon Petljura.
Ab 1939 kamen die Regimentsabzeichen außer Gebrauch. Auch nach 1990 wurde die Tradition nicht wieder aufgenommen.